# 鲁埃塞方丹
鲁埃塞方丹（法語：Rouessé-Fontaine，法語發音：[ʁwɛse fɔ̃tɛn]）是法国萨尔特省的一个市镇，属于马梅尔斯区。

## 地名
“方丹”（Fontaine）意为“泉”。法语地名通名在“枫丹白露”（Fontainebleau）等少数拥有传统译名的地名中译作“枫丹”，不过在《世界地名翻译大辞典》、《世界地名译名词典》和《法国地图册》等主流地名译名类书籍资料中多译作“方丹”。

## 地理
鲁埃塞方丹（48°19'21"N, 0°8'59"E）面积12.48 平方千米，位于法国卢瓦尔河地区大区萨尔特省，该省份为法国西北部内陆省份，北起顺时针与奥恩省、厄尔-卢瓦省、卢瓦-谢尔省、安德尔-卢瓦尔省、曼恩-卢瓦尔省和马耶讷省接壤，是法国大西部的入口，连接卢瓦尔河谷、布列塔尼和巴黎盆地。
与鲁埃塞方丹接壤的市镇（或旧市镇、城区）包括：昂西讷、谢朗塞、谢里赛、菲耶、格朗尚、卢维尼、萨尔特河畔弗雷奈。
鲁埃塞方丹的时区为UTC+01:00、UTC+02:00（夏令时）。

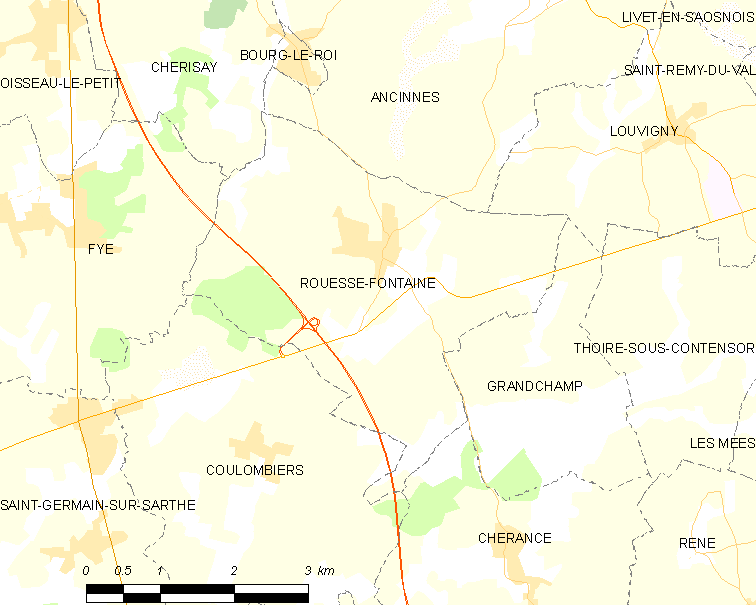
鲁埃塞方丹的OSM定位图

## 行政
鲁埃塞方丹的邮政编码为72610，INSEE市镇编码为72254。

## 政治
鲁埃塞方丹所属的省级选区为锡耶勒纪尧姆县。

## 人口

1962-2008年间鲁埃塞方丹人口变化图示

鲁埃塞方丹于2022年1月1日时的人口数量为263人。